# Fiskelina
Fiskelina är en jämntjock lina som används vid fiske med spö, fluglina är annorlunda och grövre. Man delar upp fiskelinor i två kategorier: nylon- och flätlina.

## Nylonlina
Nylonlinan är en äldre konstruktion och den är oftast något töjbar, vilket kan både vara en för- och nackdel.

## Flätlina
Flätlinan tillverkas ofta av tunt flätade kevlartrådar som gör linan mycket starkare än traditionell nylonlina och innebär att man inte behöver ha lika tjock lina. Den är stum, alltså ej töjbar, vilket också kan vara en för- och nackdel.

## Stållina
Det finns även linor i stål för djuphavsfiske, men det är inte vanligt nu för tiden.
Tafsen är en grövre fiskelina eller metalltråd, till exempel av titan, som är populärt som material. Används främst vid fiske efter fiskar med vassa tänder, som till exempel gädda, för att dessa inte skall bita av linan om de svalt betet. Tafs kallar man också den yttersta biten av fiskelinan där man fäster flugan vid flugfiske. Denna tafs är i allmänhet tillverkad av nylon och någon till några fot lång. I detta fall är tafsen en separat del som inte hör till själva fluglinan.